# Sóltz Vilmos
Sóltz Vilmos (Scholz, Scholcz, Scholtz, Solcz) (Svedlér, 1833. december 8. – Budapest, 1901. október 12.) magyar kohómérnök, feltaláló, pedagógus és szakíró.

## Pályafutása

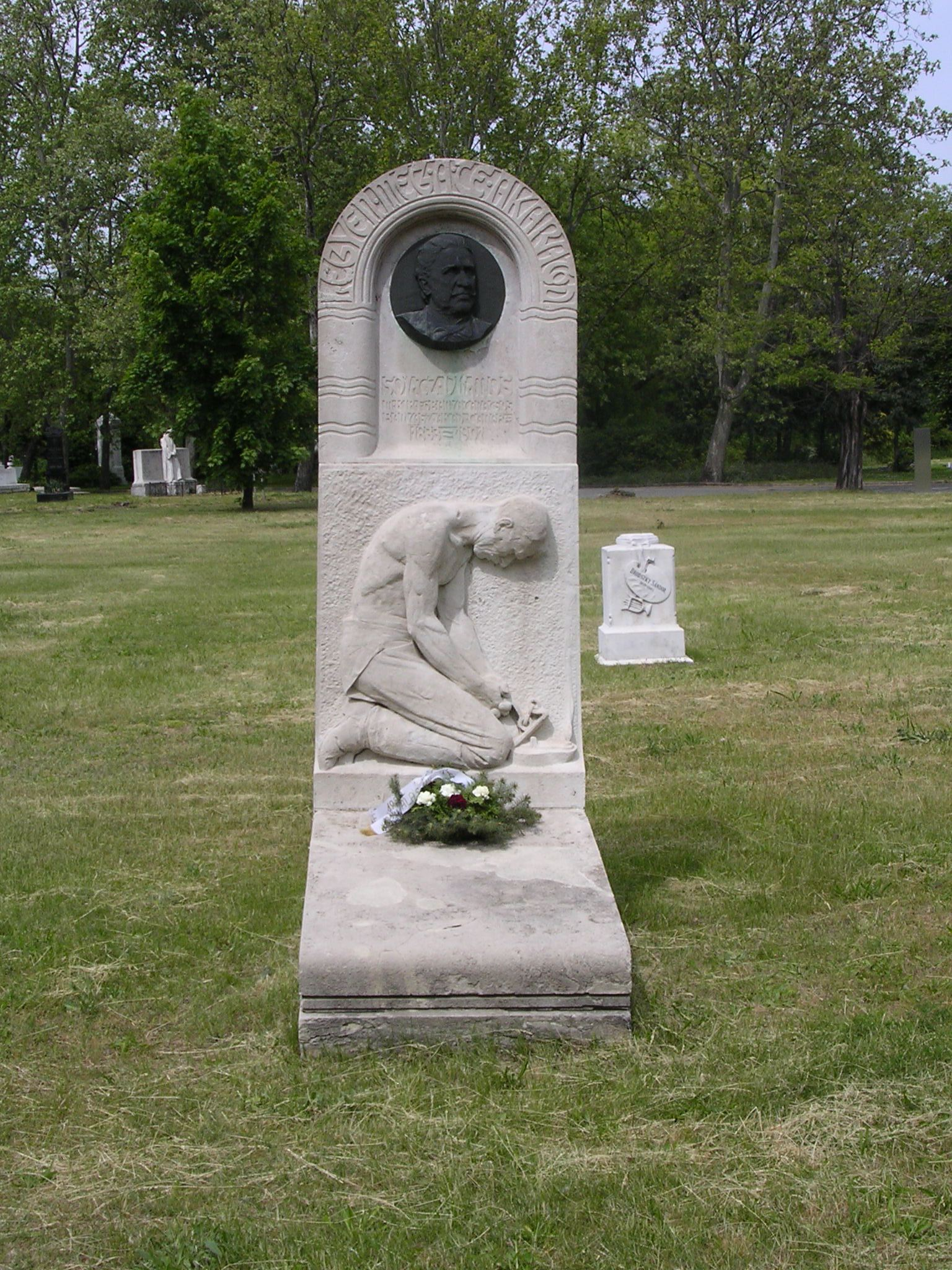
Sírja a Fiumei úti sírkertben 2005-ben. Hikisch Rezső és Damkó József alkotása.

1854–1858 között a selmecbányai akadémián tanult bányászatot és kohászatot, ezt követően állami szolgálatba lépett. 1858–1859-ben a fejérpataki kincstári vasgyárban gyakornok, 1859–1860-ban a pénzügyminisztérium által, a csehországi Přibramban szervezett tanfolyamon vett részt, gépészetet, mechanikát tanult. 1861–től Máramaros vármegyében dolgozott. 1861 és 1863 között Fejérpatakon volt gyakornok, majd ellenőr, 1864-től 1867-ig Kabolapojánán kohómester, majd 1867–1869-ben Fejérpatakon a kohászat vezetője volt. 1869–1871-ben a turjaremetei vasgyárban felügyelő, utána a diósgyőri, később a besztercebányai vasgyárakban volt mérnök. 1873-tól 1881-ig töltötte be a tiszolci vasgyár vezetői (kohófelügyelő) funkcióját. 1881-ben meghívták a Selmeci Akadémiára a vaskohászat–vasgyártás tanszék vezetőjének. Innen vonult nyugállományba 1901-ben. Az Akadémiának 1892–től 1896-ig vezetője is volt – igazgatóhelyettesi beosztásban. E tevékenysége alatt az oktatás és a szervezet jelentősen korszerűsödött.
Selmecbányán 1891–1892-ben a Bányászati és Kohászati Irodalompártoló Egyesület elnöke volt, majd ebből – Sóltz jelentős közreműködésével – 1892. június 27-én alakult meg az Országos Magyar Bányászati és Kohászati Egyesület (OMBKE), aminek nyugdíjba meneteléig ügyvezető alelnöke is volt. Nyugdíjas élete rövid volt, még 1901-ben elhunyt. 1904. szeptember 25-én állított síremléke a Kerepesi temetőben áll (28–8–21), Damkó József és Hikisch Rezső munkája.
Igen jelentős a szakirodalmi munkássága, sok szakcikkét az OMBKE lapjában, a Bányászati és Kohászati Lapokban tette közzé. Szakmai tevékenysége során számos találmányt dolgozott ki.
Tiszteletére az Országos Magyar Bányászati és Kohászati Egyesület, alapításának 75. éves jubileumán, 1967-ben Sóltz Vilmos emlékérmet alapított – az egyesületi élet fejlesztésében szerzett érdemek elismerésére.

## Kitüntetései, címei, tisztségei
- III. osztályú Vaskorona–rend
- Magyar királyi bányafőtanácsos
- az Országos Magyar Bányászati és Kohászati Egyesület tb.tagja
- Selmec- és Bélabánya királyi bányaváros törvényhatósági bizottságának tagja

## Találmányai
- Folytonosan működő vízgázfejlesztő készülék;
- Sóltz–féle acélpest;
- Sóltz–féle adagoló és gázfogó készülék nagyolvasztókhoz.

## Szakirodalmi munkássága

### Könyvei
- A tégelyacél–gyártás és a tégelyacél kereskedelmi gyártmánnyá való feldolgozása. Selmecbánya: Joerges, 1897. 126 p., 12 t.

### Tanulmányai
1. A Farbaky- és Soltz–féle folytonosan működő víz–gázfejlesztő készüléknek leírása és elmélete. In: Bányászati kohászati és földtani kongresszus. Budapest, 1885. 12 p. Ugyanaz: Bányászati és Kohászati Lapok  (BKL), 1885. 71–73, 77–78. p.
2. I. Soltz–féle adagoló- és gázfogó készülék nagyolvasztóknál. II. Soltz–féle aczélpest. In: Ezredvégi Bányászati, kohászati és geológiai kongresszus; Budapest, 1896. szeptember 25–26. Budapest, Kosmos, 1896. 9 p. 2 t. Németül és franciául is megjelent.
3. A generátorok és a Siemens–féle generátor–gázfűtés elméletéhez. Stegmann után közli S. V. In: BKL, 1879. (hét közleményben)
4. A Thomas- és Gilchrist–féle eljárásnak jelen állása és annak befolyása a vasiparra. In: BKL, 1882. (három közleményben)
5. A brezovai 150 000 kilogrammot nyomó üllőalj öntésének leírása. In: BKL, 1883. (három közleményben)
6. Utazási jelentés. (Westfáliai utazás, 1882.) In: BKL, 1884–1886. (17 közleményben)
7. Drótgyártásra való rudacsok és bugák öntése a Kurzwernhardt–féle eljárás szerint. In: BKL, 1887.
8. Vaskohászattan. In: Bányászati és Kohászati Zsebnaptár, 1890. 172–204. p. (ugyanaz 1891-ben)
9. A magyar bányászati és kohászati irodalom pártoló egyesület ügyei. In: BKL, 1891. (nyolc közleményben)
10. A magyar bányászati és kohászati irodalom pártoló egyesület ügyei. In: BKL, 1892. (11 közleményben)
11. Felhívás a magyar bányászati és kohászati egyesület mélyen tisztelt tagjaihoz! In: BKL, 1892. 223–224. p.
12. Mélyen tisztelt tagtárs urak! (Az OMBKE megalakulása utáni fölhívás.) A magyar bányászati és kohászati irodalom pártoló egyesület ügyei. In: BKL, 1892. 131–132. p.
13. A Briquette gyártás. In: A Magyar Bányászati és Kohászati Irodalom pártoló Egyesület 1891-i Évkönyve. Selmecbánya, Joerges, 1892. 84–99. p.
14. A Martin–kemencék és a Martin–acélgyártás. In: A Magyar Bányászati és Kohászati Irodalom pártoló Egyesület 1891-i Évkönyve. Selmecbánya, Joerges, 1892. 135–169. p. Ugyanaz németül: Die Martin–Oefen und die Martin–stahl–Fabrikation. In: Österreichische Zeitschrift für Berg- und Hüttenwesen, 1893. 3 közleményben)
15. A vasgyártás története. In: BKL, 1895. Melléklet a 8. számhoz, 1–8 p.
16. Újítások a vaskohászat terén. In: BKL, 1898. Melléklet a 17. számhoz 13 p., 1 t.
17. Az Országos Magyar Bányászati és Kohászati Egyesületnek a vámtarifa ügyében tartott értekezletében megállapított memoranduma. (társszerzőkkel) In: OMBKE Közleményei 1900. (két közleményben)
18. Újítások a vaskohászat terén. In: BKL, 1901. (két közleményben)